# Köttigite
La Köttigite è un minerale costituito da arseniato idrato di zinco.

## Abito cristallino
Incrostazioni, massivo, prismatico.

## Origine e giacitura
Come alterazione della sfalerite e della smaltite. Il minerale si trova nella sommità dei giacimenti metalliferi complessi.

## Forma in cui si presenta in natura
In cristalli prismatici.

## Proprietà chimico-fisiche
- Peso specifico: 618,13 grammomolecole[1]
- Solubilità: il minerale risulta facilmente solubile in acidi[3]
- Indice di elettroni: 3,16 g/cm³[1]
- Indici quantici[1]:
  - Fermioni: 0,01
  - Bosoni: 0,99
- Indici di fotoelettricità[1]:
  - PE: 31,88 barn/elettroni
  - ρ: 100,89 barn/cm³
- Indice di radioattività: GRapi = 0 (Il minerale non è radioattivo)[1]

## Località di ritrovamento
Alcuni anni fa il minerale veniva trovato esclusivamente a Schneeberg in Sassonia associato a blenda e smaltite. Recentemente un certo numero di cristalli è stato trovato a Durango in Messico associato a legrandite e paradamite e, sotto forma di cristalli aciculari, è stato trovato a Tsumeb in Namibia.